# Ksar Ali Ait El Haj
Ksar Ali Ait El Haj (en arabe : قصر علي آيت الحاج) est un village fortifié dans la province de Tinghir, région Draa-Tafilalet au sud-est du Maroc.

## Localisation
Ksar Ali Ait El Haj se situe dans la commune de Tinghir.